# Dane Propoggia
Dane Propoggia (* 24. April 1990) ist ein ehemaliger australischer Tennisspieler.

## Karriere
Propoggia war von 2006 bis 2008 auf der ITF Junior Tour aktiv und erreichte dort den 43. Rang. Das Erreichen des Viertelfinals in Wimbledon 2008 war sein bestes Resultat bei einem Grand-Slam-Turnier.
Bei den Profis spielte Propoggia auf der ATP Challenger Tour und der ITF Future Tour. Er gewann 3 Einzel- und 45 Doppeltitel auf der Future Tour feiern. Bei Challengers war er siebenmal in der Doppelkonkurrenz erfolgreich. Den ersten dieser Erfolge feierte er am 2012 in San Benedetto, wo er an der Seite von Brydan Klein gewann. In den darauf folgenden zwei Wochen holte er sich die nächsten zwei Titel in der Doppelkonkurrenz, ebenfalls in Italien. Er gewann die Turniere in Recanati und Orbetello. Seine beste Platzierung in der Weltrangliste erreichte er Mitte 2013 mit Platz 109, während er im Einzel nur einmal in die Top 300 einzog.
Sein einziges Spiel auf der ATP Tour bestritt Propoggia im Januar 2009, als er zusammen mit Matt Reid eine Wildcard für die Doppelkonkurrenz der Australian Open erhielt. In der ersten Runde trafen sie auf das Duo aus Igor Kunizyn und Dmitri Tursunow, denen sie in zwei Sätzen unterlagen.
2018 spielte Propoggia letztmals Tennisturniere.

## Erfolge
| Legende (Anzahl der Siege)  |
| Grand Slam                  |
| ATP World Tour Finals       |
| ATP World Tour Masters 1000 |
| ATP World Tour 500          |
| ATP World Tour 250          |
| ATP Challenger Tour (7)     |

### Doppel

#### Turniersiege
| Nr. | Datum            | Turnier       | Belag     | Partner       | Finalgegner                      | Ergebnis          |
| --- | ---------------- | ------------- | --------- | ------------- | -------------------------------- | ----------------- |
| 1.  | 14. Juli 2012    | San Benedetto | Sand      | Brydan Klein  | Stefano Ianni Gianluca Naso      | 3:6, 6:4, [12:10] |
| 2.  | 21. Juli 2012    | Recanati      | Hartplatz | Brydan Klein  | Marin Draganja Dino Marcan       | 7:5, 2:6, [14:12] |
| 3.  | 28. Juli 2012    | Orbetello     | Sand      | Stefano Ianni | Alessio di Mauro Simone Vagnozzi | 6:3, 6:2          |
| 4.  | 2. März 2013     | Sydney        | Hartplatz | Brydan Klein  | Alex Bolt Nick Kyrgios           | 6:4, 4:6, [11:9]  |
| 5.  | 3. November 2014 | Traralgon     | Hartplatz | Brydan Klein  | Jarmere Jenkins Mitchell Krueger | 6:1, 1:6, [10:3]  |
| 6.  | 8. November 2014 | Traralgon     | Hartplatz | Brydan Klein  | Marcus Daniell Artem Sitak       | 7:66, 3:6, [10:6] |
| 7.  | 4. Februar 2017  | Burnie        | Hartplatz | Brydan Klein  | Steven De Waard Luke Saville     | 6:3, 6:4          |